# 쿨룰라 에어
쿨룰라 에어(영어: Kulula Air) 또는 쿨룰라컴(영어: kulula.com)은 남아프리카공화국의 저비용 항공사로 허브 공항은 O. R. 탐보 국제공항을 사용하고 있다.

## 운항 노선
- 2019년 3월 기준으로 쿨룰라 에어는 다음과 같은 노선을 운항하고 있다.

### 코드셰어 협정
- 쿨룰라 에어는 다음과 같이 코드셰어 협정을 체결하고 있다.

| - 컴에어 - 케냐 항공 (스카이팀) - KLM (스카이팀) |

## 보유 기종
- 2018년 10월 기준으로 쿨룰라 에어는 다음과 같이 보유하고 있으며 평균 기령은 14.3년이다.[1]

### 퇴역 기종
- 보잉 727-200
- 보잉 737-200
- 맥도널 더글러스 MD-82

## 같이 보기
- 망고 항공

## 사진

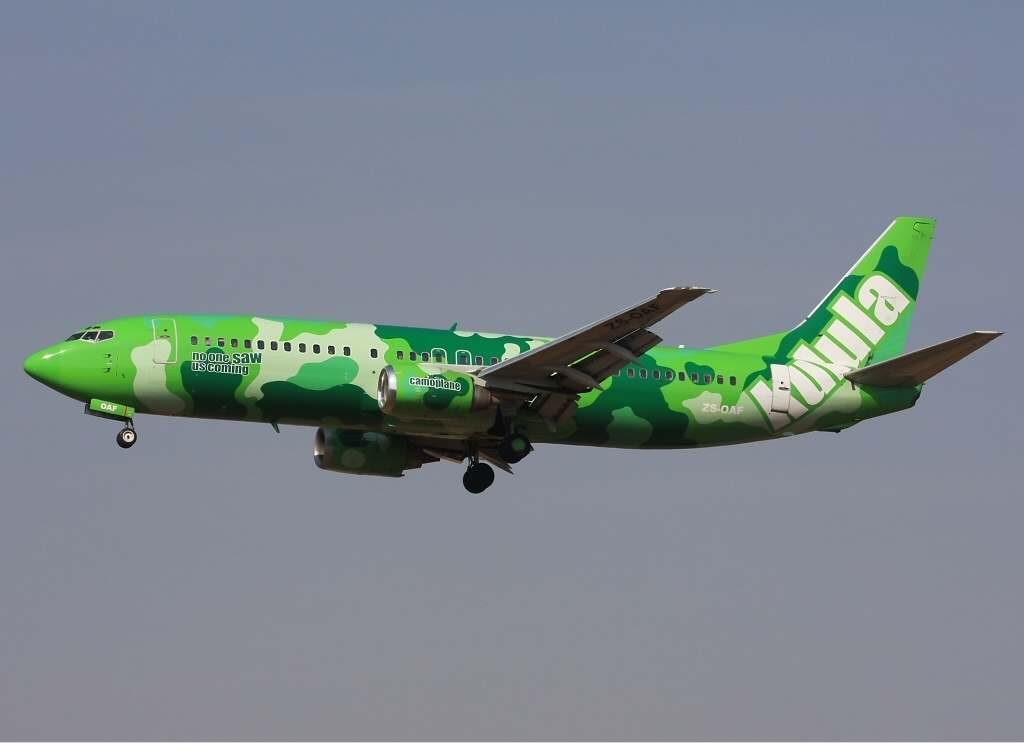
쿨룰라 에어의 보잉 737-400
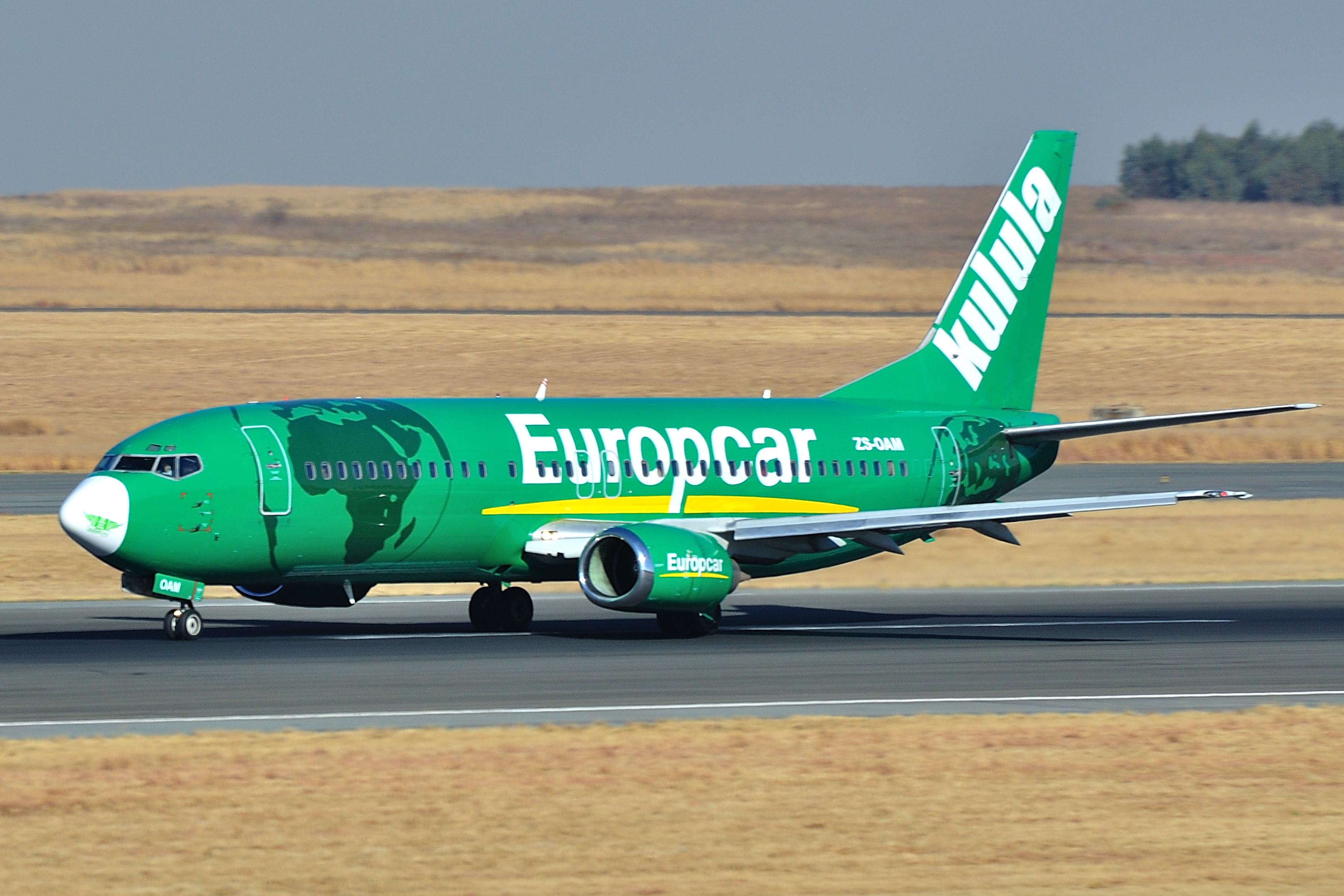
쿨룰라 에어의 보잉 737-400
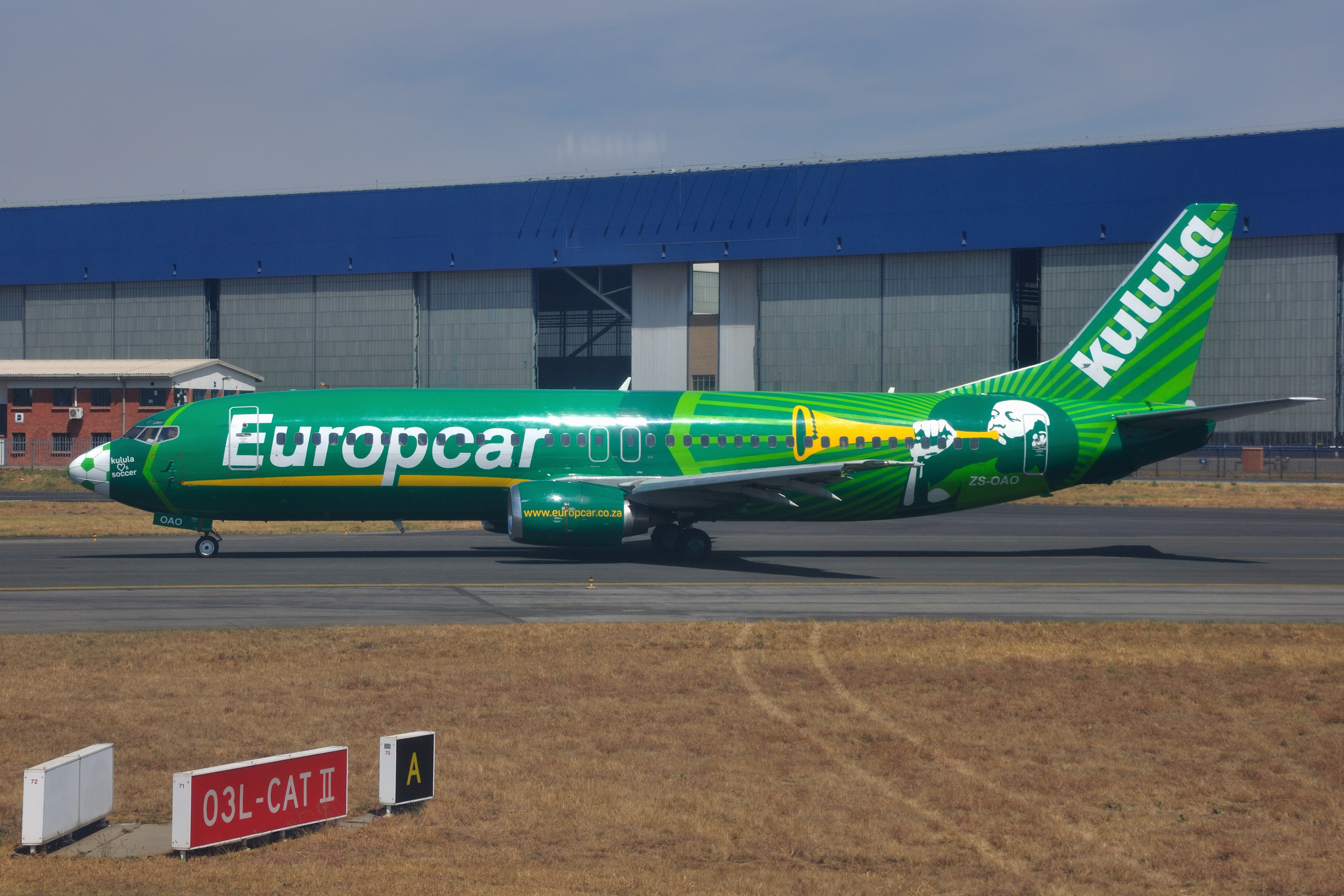
쿨룰라 에어의 보잉 737-400
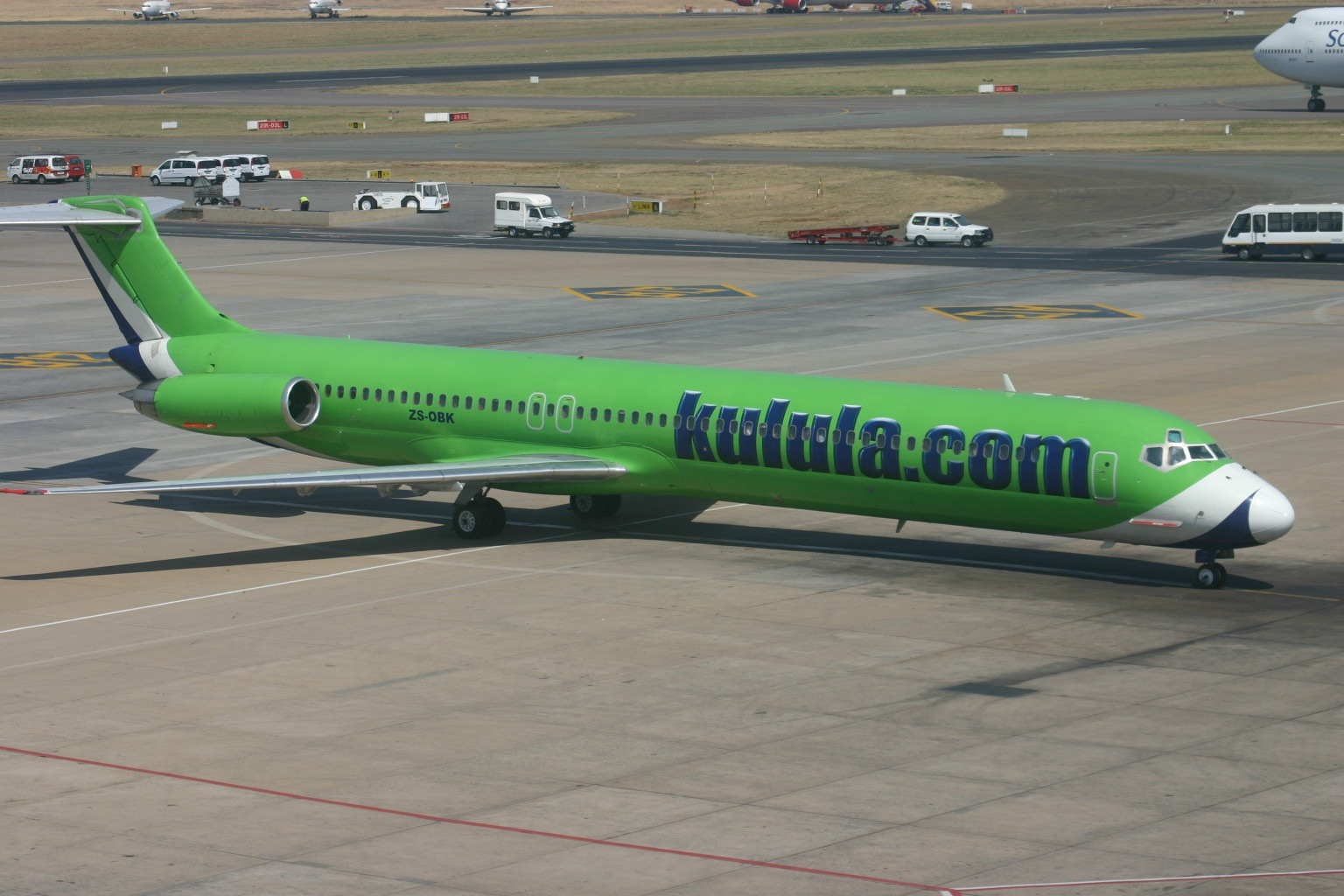
쿨룰라 에어의 맥도널 더글러스 MD-82 (퇴역)